# Shui
Gli Shui (o anche Shuǐzú, Shui, Ai Sui, Sui Li, Suipo) sono un gruppo etnico facente parte dei 56 gruppi etnici riconosciuti ufficialmente dalla Repubblica popolare cinese. 
Vivono nelle province di Guangxi e Yunnan, e nei distretti di Sandu e Libo in Guizhou, nel sud-ovest della Cina ed il loro numero si attesta sulle 430.000 unità.
Parlano la lingua Sui del ceppo linguistico Tai-Kadai, che possiede una propria antica forma di scrittura, lontanamente imparentata con quella cinese. Tra i vari dialetti vi sono il Sandong (San Tung), l'Anyang (Yang'an) e il Pandong. La maggioranza degli Shui usa il cinese come seconda lingua.
Sono principalmente politeisti e Taoisti.
Discendono dalle antiche popolazioni che abitarono lungo le coste a sud-est della Cina durante la dinastia Han. Il nome Shui, che significa acqua, fu adottato durante dalla dinastia Ming.